# Paraphaenocladius exagitans
Paraphaenocladius exagitans är en tvåvingeart som först beskrevs av Oskar Augustus Johannsen 1905.  Paraphaenocladius exagitans ingår i släktet Paraphaenocladius och familjen fjädermyggor. Arten har ej påträffats i Sverige. Inga underarter finns listade i Catalogue of Life.